# جون كولور
جون فرانسيس كولور (7 يوليو 1925، شيكاغو - 25 أغسطس 2007، سكوتسديل، أريزونا) كان مهندس كمبيوتر أمريكي وتنفيذي. لقد حصل على أكثر من 40 براءة اختراع.

## النشأة
خلال الحرب العالمية الثانية، التحق كولور في برنامج تدريب الكلية البحرية V-12. تخرج من جامعة ساذرن ميثوديست في هيوستن، تكساس في عام 1946. خلال الحرب الكورية، شغل منصب ملازم أول في سلاح الجو الأمريكي.

## المهنة
انضم كولور إلى شركة جنرال إلكتريك. في عام 1953، في قسم الإلكترونيات العسكرية الثقيلة من GE في سيراكيوز، نيويورك، شغل منصب مهندس معماري رئيسي في تطوير نظام التتبع MISTRAM لصاروخ أطلس.
في وقت لاحق في شركة GE، كان مسؤولاً عن تطوير نظام الكمبيوتر GE-635. بناءً على طلب MIT Project MAC، صمم Couleur وTed Glaser التعديلات لتحويل نظام 635 إلى ما أصبح GE-645 لنظام التشغيل مولتكس في عام 1972.